# Gestion de l'attention

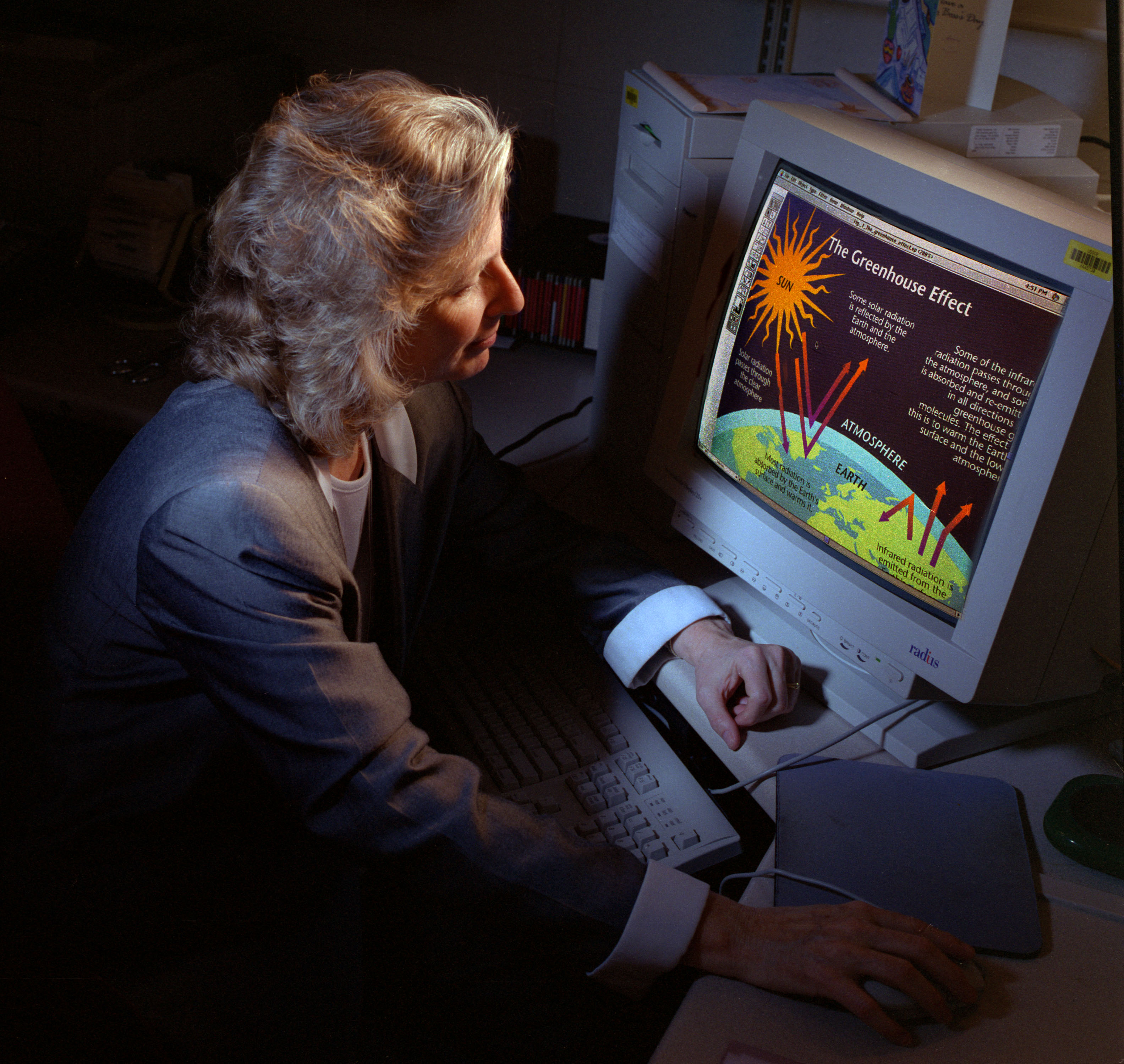
Une personne écoute une explication sur l'effet de serre.

La gestion de l'attention se réfère à des modèles et des outils permettant de gérer l'attention à l'échelle individuelle ou collective (l'économie de l'attention), à court terme (quasi temps réel) ou à plus long terme (sur des périodes de plusieurs semaines ou mois).

## Description
Le chercheur Herbert Simon a souligné que plus l'information est disponible, plus l'attention devient rare : les êtres humains ne peuvent pas digérer toutes les informations.
Selon Maura Thomas, la gestion de l'attention est la compétence la plus importante pour le XXIe siècle. Avec la révolution numérique et l'avènement d'internet et des appareils de communication, la gestion du temps n'est plus suffisante pour garantir une bonne qualité de travail. Consacrer du temps à une activité ne signifie pas qu'elle va recevoir de l'attention si des interruptions et des distractions surviennent constamment. Par conséquent, les gens devraient arrêter de se soucier de la gestion du temps et se concentrer davantage sur la gestion de l'attention.
La capacité de contrôler les distractions et de rester concentré est essentiel de produire des résultats de qualité supérieure. Un travail de recherche mené par Stanford montre que le monotâche est plus efficace et plus productif que le multitâches. Différentes études ont été menées en utilisant les TIC pour développer l'attention, et des modèles ont spécifiquement été élaborés pour soutenir l'attention,.
Le soutien à la gestion de l'attention a pour objectif d'apporter un certain nombre de solutions à :
- les limites cognitives de la perception des gens, telles que la capacité limitée de la mémoire à court terme (un nombre moyen de 4 éléments[7] peuvent être gérés à un moment donné) humaine, ou la limite cognitive théorique du nombre de personnes avec qui l'on peut entretenir des relations sociales stables (Nombre de Dunbar de 150) ;
- la surcharge informationnelle ;
- la surcharge d'interactions sociales (qui peut, par exemple, provenir des médias sociaux sur lesquels les gens sont beaucoup sollicités) ;
- l'interruption[8] ;
- le multitâche[9].

Des outils peuvent être conçus pour soutenir l'attention :
- au niveau de l'organisation, par l'amélioration de processus organisationnels[10] ;
- au niveau collectif ;
- au niveau de l'individu, par exemple à l'aide des interfaces utilisateurs respectueuses de l'attention[11],[12],[13] ;
- au niveau de l'individu en aidant les gens à évaluer et à analyser leur attention (par exemple avec l'outil AttentionScape[14]).

Ces outils sont généralement adaptatifs et s'appuient souvent sur le profilage de l'utilisateur afin de déterminer comment mieux soutenir l'attention des gens.

## Projets
Un certain nombre de projets ont été réalisées pour étudier comment utiliser les TIC pour soutenir l'attention, tels que :
- SAKE – La gouvernance électronique agile basée sur le savoir et la sémantique (IST 027128) ;
- SUITOR[16].